# Harry Charles (jinete)
Harry Charles (Alton, 15 de julio de 1999) es un jinete británico que compite en la modalidad de salto ecuestre. Es hijo del jinete Peter Charles.
Participó en los Juegos Olímpicos de París 2024, obteniendo una medalla de oro en la prueba por equipos (junto con Benjamin Maher y Scott Brash). Ganó una medalla de bronce en el Campeonato Mundial de Saltos Ecuestres de 2022, en la prueba por equipos.

## Vida personal
Desde 2024 está en pareja con la jinete y modelo Eve Jobs.

## Palmarés internacional
| Juegos Olímpicos   | Juegos Olímpicos    | Juegos Olímpicos  | Juegos Olímpicos |
| Año                | Lugar               | Medalla           | Categoría        |
| ------------------ | ------------------- | ----------------- | ---------------- |
| 2024               | París (Francia)     | Medalla de oro    | Por equipos      |
| Campeonato Mundial |                     |                   |                  |
| Año                | Lugar               | Medalla           | Categoría        |
| 2022               | Herning (Dinamarca) | Medalla de bronce | Por equipos      |